# Monarcha Papui-Nowej Gwinei
Monarcha Papui-Nowej Gwinei – tytuł głowy państwa Papua-Nowa Gwinea, którym obecnie jest król Karol III. Papua-Nowa Gwinea jest jednym z królestw Wspólnoty Narodów (Commonwealth Realm), podobnie jak Australia czy Wyspy Salomona, która związana jest unią personalną z Koroną brytyjską.

## Tytulatura
Tytuł Karola III jako króla Papui-Nowej Gwinei brzmi:
- Charles III, by the Grace of God, King of Papua New Guinea and His other Realms and Territories, Head of the Commonwealth
- Karol III, Z Bożej łaski król Papui-Nowej Gwinei i jej innych Królestw i Terytoriów, głowa Wspólnoty Narodów.

Króla w Papui-Nowej Gwinei zastępuje gubernator generalny.

## Monarchowie Papui-Nowej Gwinei
- 1975–2022: Elżbieta II
- od 2022: Karol III